# Software de fatiamento
O software de fatiamento é um software de computador usado para impressão 3D. Este tipo de software é utilizado para converter o modelo 3D em instruções para a impressora 3D.

O fatiador divide o objeto 3D em uma pilha de camadas (fatias) e contém todos os comandos e instruções necessárias para o equipamento realizar a impressão, como por exemplo, temperatura apropriada para material, velocidade e percurso do bico extrusor (ou fixação do laser ou equivalente para cada tecnologia). A conversão é gravada em um arquivo Código G, que será utilizado pela impressora.

## Recursos adicionais do fatiador.
Quase todos os software de fatiamento têm recursos adicionais como:

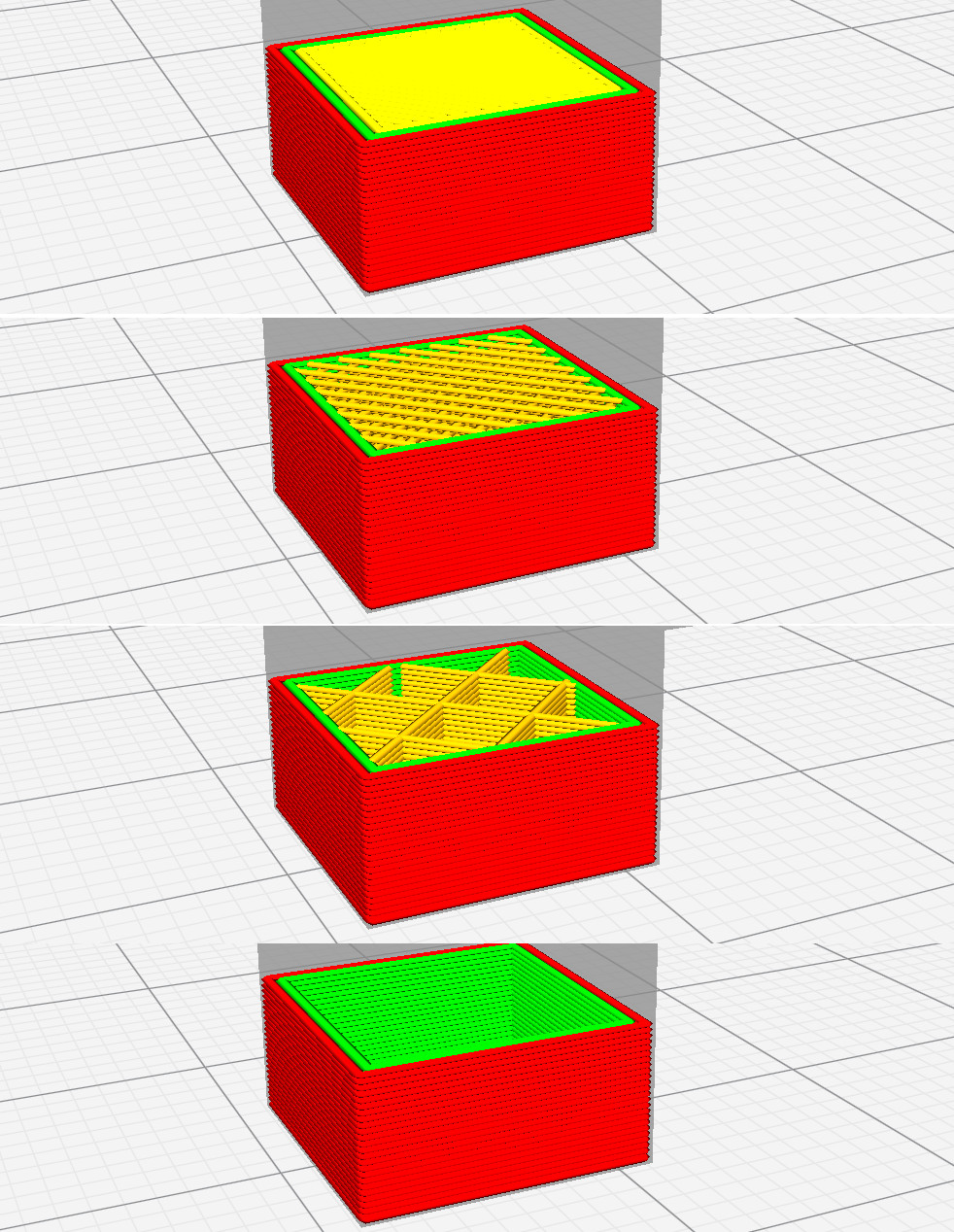
Densidades diferentes de preenchimento (em amarelo, do sólido para o oco), gerado pelo software Cura.

- Preenchimento: objetos sólidos utilizam maior quantidade de material e mais tempo de impressão. O fatiador pode mudar a densidade de preenchimento, convertendo sólidos em objetos totalmente ocos ou com preenchimento parcial, economizando tempo e custos de impressão. O preeenchimento parcial pode ser configurado com diferentes tipos de estrutura.

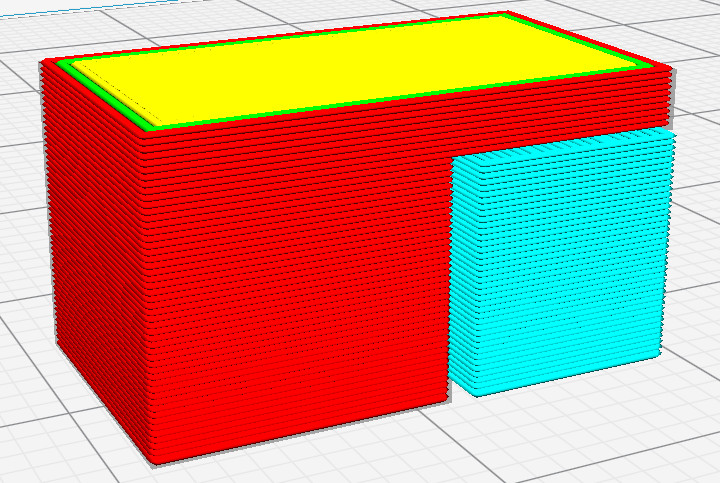
Suporte (em azul), gerado pelo software Cura.

- Suportes:  a maioria das tecnologias de impressão 3D criam camadas que são depositadas sobre a camada anterior. Como consequência, todas as camadas precisam estar, pelo menos em parte, sobre outra. Imagine por exemplo a impressão de uma réplica do Cristo Redentor, começando pela base até a cabeça. Quando for realizar a impressão do braço, ele estará flutuando pois não existe base abaixo dele. Neste casos, é necessário criar um suporte que poderá ser facilmente removido após a impressão.

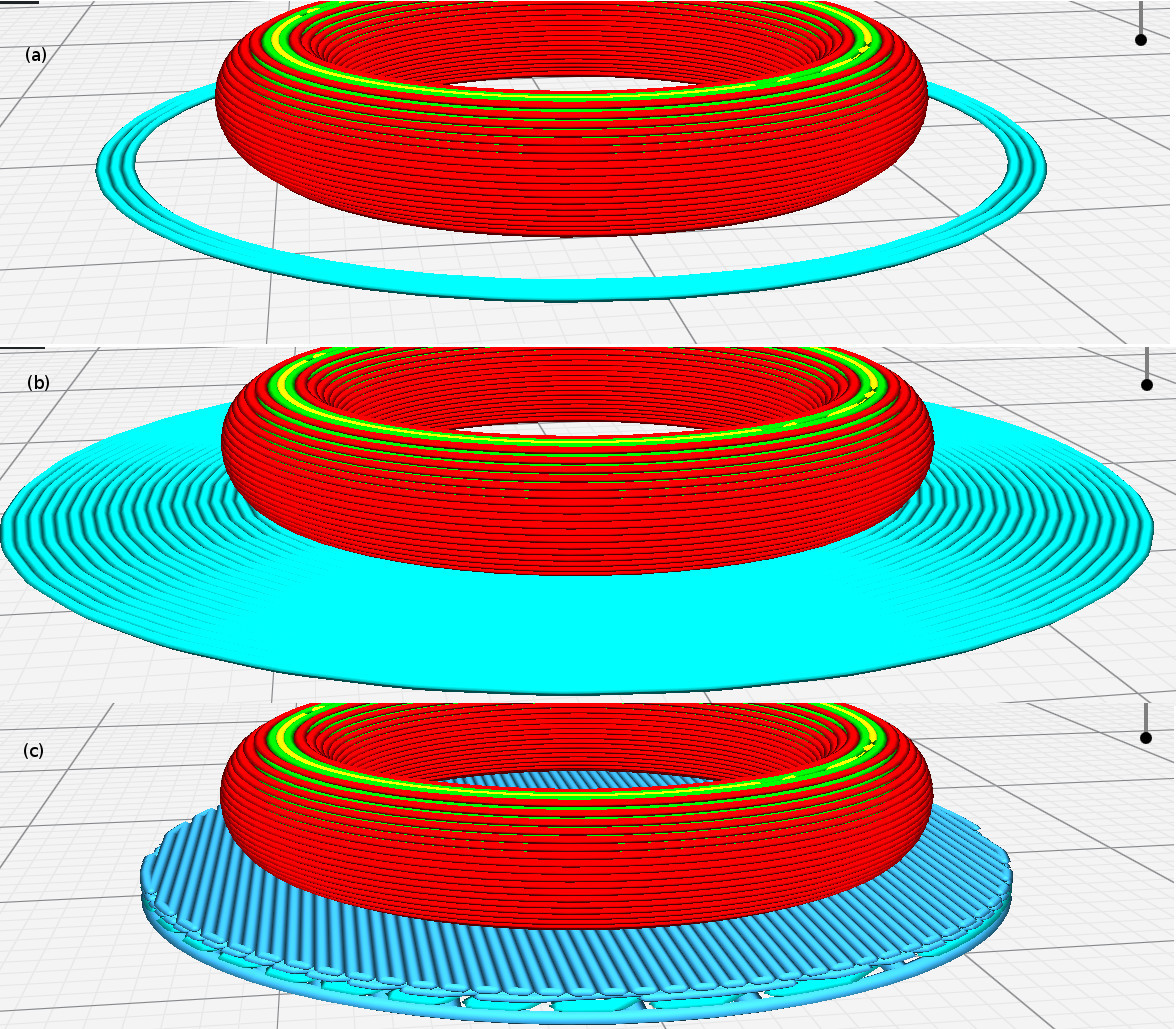
Comparação da base de impressão (em azul) a) saia; b) bainha; c) jangada, gerado pelo software Cura.

- Saia (skirt), bainha (brim) e jangada (raft): a primeira camada de impressão que fica em contato com a base da impressora, chamada de "cama", tem suas particularidades e isso pode causar alguns problemas como aderência a cama, rugosidades e material insuficiente no início do processo.[6] O fatiador pode inserir automaticamente pequenas estruturas para minimizar estes problemas. Os tipos comuns dessas estruturas básicas são [7] A saia é uma faixa de impressão que não toca o objeto. A bainha é composta de várias linhas de filamento ao redor do objeto (mas não abaixo dele) na primeira camada de impressão. A jangada são várias camadas de material abaixo do objeto.

## Lista de softwares de fatiamento.
Esta é uma lista de software de fatiamento, alguns dos mais utilizados são de software livre e de código aberto  :
| Nome           | Licença      |
| Ultimaker Cura | GNU LGPL     |
| PrusaSlicer    | GNU AGPL     |
| Slic3r         | GNU AGPL     |
| Simplify3D     | Proprietário |
| KISSlicer      | Proprietário |
| ideaMaker      | Proprietário |
| REALvision     | Proprietário |
| Voxelizer      | Proprietário |
| ChopChop3D     | Proprietário |